# آرنه كارلسون
آرنه كارلسون (بالإنجليزية: Arne Carlson)‏ هو سياسي أمريكي، ولد في 24 سبتمبر 1934 في نيويورك في الولايات المتحدة. حزبياً، نشط في الحزب الجمهوري لمينيسوتا ‏ والحزب الجمهوري. وقد انتخب Minnesota State Auditor ‏ (4 يناير 1979 – 7 يناير 1991) وانتخب عضو مجلس نواب مينيسوتا (2 يناير 1973 – 2 يناير 1979) وانتخب حاكم مينيسوتا ‏ (7 يناير 1991 – 4 يناير 1999).